# Poggio Bustone
Poggio Bustone – miejscowość i gmina we Włoszech, w regionie Lacjum, w prowincji Rieti.
Według danych na rok 2004 gminę zamieszkiwało 2130 osób, 96,8 os./km².

## Miasta partnerskie
- San Benedetto del Tronto